# Twelve Reasons to Die
Twelve Reasons to Die – dziesiąty album studyjny amerykańskiego rapera Ghostface Killah, wydany 16 kwietnia 2013 roku nakładem wytwórni Soul Temple Entertainment. Wydawnictwo jest albumem koncepcyjnym opartym na komiksie o tej samej nazwie. Album w całości został wyprodukowany Apollo Browna z Adrianem Younge, a producentem wykonawczym był RZA, który również udziela się w roli narratora. Do albumu była dołączana również kaseta magnetofonowa zatytułowana The Brown Tape, która zawiera remiksy utworów z płyty. Wszystkie remiksy zostały wyprodukowane producenta z Detroit, Apollo Brown.
Na Twelve Reasons to Die gościnnie pojawili się członkowie z grupy Wu-Tang Clan tacy jak Masta Killa, U-God, Inspectah Deck, Cappadonna oraz członek Killarmy, Killa Sin, a w refrenie do "Enemies All Around Me" usłyszeć można śpiew założyciela soulowego bandu The Delfonics, Williama Harta.
Album został bardzo dobrze przyjęty zarówno przez słuchaczy jak i krytyków muzycznych, którzy docenili koncept płyty umieszczając na listach najlepszych płyty hip-hopowych w 2013 roku. Wydawnictwo zadebiutowało na 27. miejscu notowania Billboard 200, 7. miejscu Top R&B/Hip-Hop Albums, 6. miejscu Rap Albums, 6 pozycji Independent Albums oraz 24. pozycji na liście Top Digital Albums, sprzedając się w ilości 3000 kopii w pierwszym tygodniu, a 23 tysiące ogółem.
W maju 2015 roku raper zapowiedział, że kontynuacja albumu zatytułowana Twelve Reasons to Die II, która ostatecznie ukazała się 10 lipca 2015 roku nakładem wytwórni Linear Labs.

## Powstanie albumu
13 sierpnia 2012 roku Ghostface Killah ogłosił, że jego nowy album będzie zatytułowany Twelve Reasons to Die i zostanie w całości wyprodukowany przez Adriana Younge'a, a producentem wykonawczym zostanie RZA. Raper ogłosił również datę wydania płyty na 12 listopada 2012 roku nakładem wytwórni Soul Temple Entertainment, jednak później data premiery została kilkukrotnie przekładana, głównie z powodu wydania ścieżki dźwiękowej do filmu RZA zatytułowanego Człowiek o żelaznych pięściach (ang. The Man with the Iron Fists), którego data nakładała się z datą wydania Twelve Reasons to Die. W wywiadzie dla HipHipDX, Adrian Younge wyznał, że płyta Twelve Reasons to Die będzie oparta na brzmieniu jakie miały włoskie filmy grozy w latach 60. XX wieku. Przywołał on również RZA oraz włoskiego kompozytora Ennio Morricone jako inspiracje do wyprodukowania albumu.
Historia albumu jest dzieje się w latach 60. we Włoszech. Jej tematem jest postać Ghostface’a Killaha znanego również jako Tony Starks. Jest on egzekutorem pracującym dla mafijnej rodziny DeLuca, który zostaje zamordowany przez swojego dawnego pracodawcę po tym jak go zdradził zakochując się w jego córce. Jego szczątki zostają wtłoczone w dwanaście płyt winylowych, które odtworzone pozwolą na zmartwychwstanie Ghostface’a Killaha i zemszczenie się na jego mordercy.

## Lista utworów
Wszystkie utwory zostały wyprodukowane przez Adriana Younge'a, z wyjątkiem "The Rise of the Ghostface Killah", koprodukowanego przez Bob Perry i Andrew Kelley
| Twelve Reasons to Die | Twelve Reasons to Die                                                | Twelve Reasons to Die                                            | Twelve Reasons to Die |
| Nr                    | Tytuł utworu                                                         | Tekst                                                            | Długość               |
| --------------------- | -------------------------------------------------------------------- | ---------------------------------------------------------------- | --------------------- |
| 1.                    | „Beware of the Stare”                                                | D. Coles, A. Younge                                              | 3:18                  |
| 2.                    | „Rise of the Black Suits”                                            | D. Coles, A. Younge                                              | 2:57                  |
| 3.                    | „I Declare War” (gośc. Masta Killa)                                  | D. Coles, A. Younge, E. Turner                                   | 2:54                  |
| 4.                    | „Blood on the Cobblestones” (gośc. U-God, Inspectah Deck)            | D. Coles, A. Younge, L. Hawkins, J. Hunter                       | 2:41                  |
| 5.                    | „The Center of Attraction” (gośc. Cappadonna)                        | D. Coles, A. Younge, D. Hill                                     | 4:05                  |
| 6.                    | „Enemies All Around Me” (gośc. William Hart)                         | D. Coles, A. Younge, W. Hart                                     | 2:12                  |
| 7.                    | „An Unexpected Call (The Set Up)” (gośc. Inspectah Deck)             | D. Coles, A. Younge, J. Hunter                                   | 2:34                  |
| 8.                    | „Rise of the Ghostface Killah”                                       | D. Coles, A. Younge, B. Perry, A. Kelly                          | 3:29                  |
| 9.                    | „Revenge Is Sweet” (gośc. Masta Killa, Killa Sin)                    | D. Coles, A. Younge, E. Turner, J. Grant                         | 5:06                  |
| 10.                   | „Murder Spree” (gośc. U-God, Masta Killa, Inspectah Deck, Killa Sin) | D. Coles, A. Younge, L. Hawkings, E. Turner, J. Hunter, J. Grant | 2:50                  |
| 11.                   | „The Sure Shot (Parts 1 and 2)”                                      | D. Coles, A. Younge                                              | 3:44                  |
| 12.                   | „12 Reasons to Die”                                                  | D. Coles, A. Younge                                              | 3:14                  |
|                       |                                                                      |                                                                  | 39:04                 |

Wszystkie remiksy wyprodukował Apollo Brown
| Twelve Reasons to Die: The Brown Tape | Twelve Reasons to Die: The Brown Tape                                | Twelve Reasons to Die: The Brown Tape                            | Twelve Reasons to Die: The Brown Tape |
| Nr                                    | Tytuł utworu                                                         | Tekst                                                            | Długość                               |
| ------------------------------------- | -------------------------------------------------------------------- | ---------------------------------------------------------------- | ------------------------------------- |
| 1.                                    | „Beware of the Stare”                                                | D. Coles, A. Younge                                              | 3:18                                  |
| 2.                                    | „Rise of the Black Suits”                                            | D. Coles, A. Younge                                              | 2:57                                  |
| 3.                                    | „I Declare War” (gośc. Masta Killa)                                  | D. Coles, A. Younge, E. Turner                                   | 2:54                                  |
| 4.                                    | „Blood on the Cobblestones” (gośc. U-God, Inspectah Deck)            | D. Coles, A. Younge, L. Hawkins, J. Hunter                       | 2:41                                  |
| 5.                                    | „The Center of Attraction” (gośc. Cappadonna)                        | D. Coles, A. Younge, D. Hill                                     | 4:05                                  |
| 6.                                    | „Enemies All Around Me” (gośc. William Hart)                         | D. Coles, A. Younge, W. Hart                                     | 2:12                                  |
| 7.                                    | „An Unexpected Call (The Set Up)” (gośc. Inspectah Deck)             | D. Coles, A. Younge, J. Hunter                                   | 2:34                                  |
| 8.                                    | „Rise of the Ghostface Killah”                                       | D. Coles, A. Younge, B. Perry, A. Kelly                          | 3:29                                  |
| 9.                                    | „Revenge Is Sweet” (gośc. Masta Killa, Killa Sin)                    | D. Coles, A. Younge, E. Turner, J. Grant                         | 5:06                                  |
| 10.                                   | „Murder Spree” (gośc. U-God, Masta Killa, Inspectah Deck, Killa Sin) | D. Coles, A. Younge, L. Hawkings, E. Turner, J. Hunter, J. Grant | 2:50                                  |
| 11.                                   | „The Sure Shot (Parts 1 and 2)”                                      | D. Coles, A. Younge                                              | 3:44                                  |
|                                       |                                                                      |                                                                  | 35:50                                 |

## Notowania
| Rok  | Album | Notowania | Notowania | Notowania | Notowania | Notowania |
| Rok  | Album | USA 200   | Top R&B   | Top Rap   | Top Ind   | Top Dig   |
| ---- | --- | --------- | --------- | --------- | --------- | --------- |
| 2013 | Twelve Reasons to Die - Data wydania: 16 kwietnia 2013 - Wydawnictwo: Soul Temple Entertainment                 | 27        | 7         | 6         | 6         | 24        |
| 2013 | Twelve Reasons to Die: The Brown Tape - Data wydania: 16 kwietnia 2013 - Wydawnictwo: Soul Temple Entertainment | —         | 38        | 23        | —         | —         |

## Twórcy
- 9th Prince – koordynator projektu
- Adrian Younge – kompozytor, muzyka, tekst, inżynier dźwięku, miks
- Anthony Acid – inżynier dźwięku
- Cappadonna – rap, tekst
- Dave Cooley – mastering
- Bob Frank – producent wykonawczy
- Ghostface Killah – rap, tekst, inżynier dźwięku
- William Hart – wokal
- Inspectah Deck – wokal
- Andrew Kelley – producent
- Killa Sin – rap, tekst
- Masta Killa – rap, tekst
- Logan Melissa – model
- Mike Caruso – producent wykonawczy
- Arnold Mischkulnig – inżynier dźwięku
- Stan Oh – konsultant projektu
- Bob Perry – producent
- Jeff Rameau – inżynier dźwięku
- RZA – tekst, narracja, producent wykonawczy
- Zak Shelby-Szyszko – menadżer projektu
- U-God – rap, tekst